# Inezgane
Inezgane (in berbero: ⵉⵏⵣⴻⴳⴳⴰⵏ, Inzeggan; in arabo إنزكان‎?) è una città del Marocco, nella prefettura di Inezgane-Aït Melloul, nella regione di Souss-Massa, situata lungo la sponda nord del fiume Sous che sfocia nell'Oceano Atlantico, di fronte alla città di Aït Melloul, ed è a circa 15 km a sud di Agadir.
La città contava fino agli anni 1960 una cospicua comunità ebraica prevalentemente arabofona e parzialmente bilingue in berbero. Nel 1951 gli ebrei della città erano 451, ridottisi oggi a poche unità.
Tipico della città è il bujlud.